# Smilen Mljakov
Smilen Mljakov (in bulgaro Смилен Мляков?; Gabrovo, 17 giugno 1981) è un pallavolista bulgaro.
Gioca nel ruolo di opposto nella squadra iraniana del Kaleh Amol. È diplomato in Scienze Motorie.

## Carriera
Iniziò la sua carriera pallavolistica in una delle due maggiori squadre della capitale bulgara, il CSKA Sofia, dove militò fino al 2004. Durante le sue cinque stagioni nella massima divisione bulgara vinse una Coppa di Bulgaria (nel 2002) e raggiunse per due volte la finale del campionato (2000 e 2002), dove però venne sconfitto in entrambe le occasioni dall'altra formazione della capitale, il Levski Sofia.
Nel frattempo giunse la convocazione in Nazionale, con la quale prese parte agli Europei del 2003 che si giocarono in Germania. Nel 2004 si trasferì in Grecia, nell'O.P. Rethymno, mentre nella stagione 2005-2006 giocò in Francia, nella formazione del Beauvais Oise.
Nel 2006 approdò in Italia, acquistato dalla Trentino Volley. Dopo un primo anno sotto la guida di Radamés Lattari, venne raggiunto da alcuni atleti suoi compaesani, tra cui l'allenatore Radostin Stojčev. Nella stagione 2007-2008, seppur come riserva, vinse lo scudetto italiano.
Nel 2008-2009 giocò in Polonia, nel Klub Sportowy AZS Częstochowa Sportowa, mentre dal 2009 gioca in Iran, nel Kaleh Amol.

## Palmarès

### Club
- Campionato italiano: 1

2007-08
- Coppa di Bulgaria: 1

2001-02